# アッシュニコ

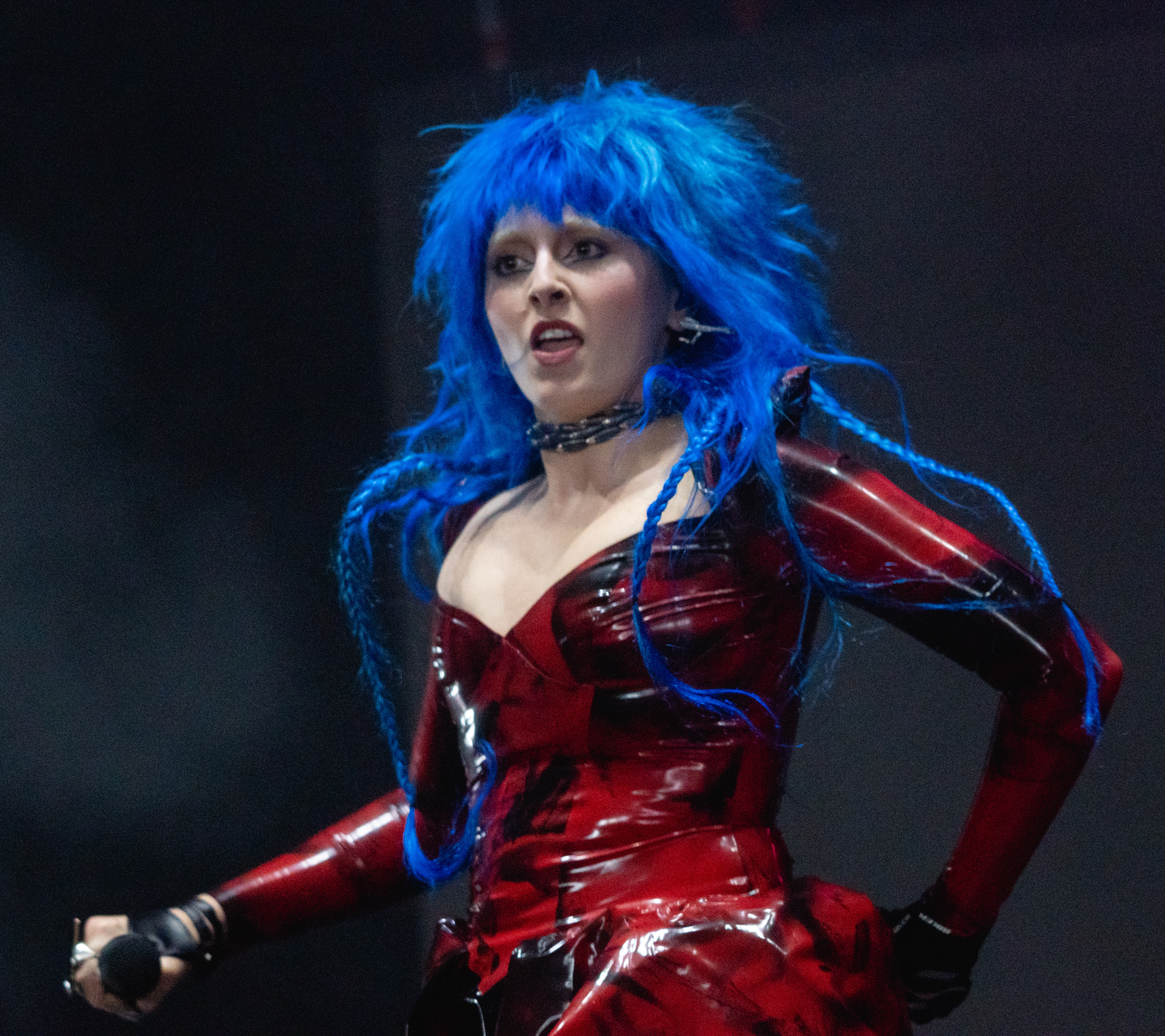
アッシュニコ（2021年）

アシュニコ（Ashnikko）の芸名で知られるアシュトン・ニコル・ケイシー（Ashton Nicole Casey、1996年2月19日 - ）は、アメリカ合衆国の歌手、ソングライター、ラッパーである。
2019年にリリースしたベイビー・テイトとのシングル「Stupid」で注目を集め、動画共有プラットフォームTikTokでバイラルな人気を博し、アメリカ合衆国とカナダでゴールド認定を受けた。デビュー・ミックステープである『Demidevil』は、2021年1月にリリースされた。これにはシングル「Daisy」とプリンセス・ノキアをフィーチャーした「Slumber Party」が収録されていた。
現在はイギリス・ロンドンを拠点に活動している。

## ルーキーとしての生活
アシュトン・ニコル・ケイシーは、1996年2月19日にノースカロライナ州ギルフォード郡オークリッジで生まれ、グリーンズボロの街で育った。
両親は彼女にカントリー・ミュージックとスリップノットを聴かせた。10歳の時にM.I.A.を聴いて音楽、特にラップ・ミュージックに興味を持ったと記憶しているが、16歳までは男性ミュージシャンを聴かなかった。
10代の頃、父親の留学のために一家でエストニアに移り、そこで1年を過ごした後、ラトビアのリガに移り住んだ。ある時は、ラトビアの公立高校に通うアメリカ人は彼女だけだった。
18歳のとき、アシュニコは単身イギリスのロンドンに渡った。

## キャリア

### 2016年-2019年: 初期のキャリアと『Hi It's Me』
アッシュニコの最初の曲である「Krokodil」はラフ・ライリー（Raf Riley）のプロデュースにより、2016年7月にSoundCloudで公開された。アッシュニコは、2017年にDigital Picnic RecordsからファーストEP『Sass Pancakes』をリリースした。このEPもラフ・ライリーがプロデュースを担当し、アヴェリノが参加した。アッシュニコのセカンドEP『Lecidable』は、2018年11月にリリースされた。このEPからは、シングル「Blow」、「Nice Girl」、コディ・シェーンとの「Invitation」、「No Brainer」が生まれた。
アッシュニコは2019年7月にサードEP『Hi It's Me』をリリースした。このEPは、プロモーション・シングル「Special」に先行して、EPのタイトル・トラックでありリード・シングルである「Hi It's Me」と一緒にリリースされた。2枚目の公式シングルは、ベイビー・テイトをフィーチャーした「Stupid」で、動画共有プラットフォーム「TikTok」でにて「バイラル」な人気を博した。この曲は、Bubbling Under Hot 100チャート、Bubbling Under R&B/Hip-Hopチャート、Spotify Viral 50チャートで1位を獲得した。「Stupid」は、2020年8月にアメリカでゴールド認定され、カナダでも認定された。また、このEPからの別の曲「Working Bitch」もTikTokに掲載された。2019年10月には、アメリカのラッパー、ダニー・ブラウンをサポートする北米ツアーを開始した。アッシュニコは、2019年10月にプロモーション・シングル「Halloweenie II: Pumpkin Spice」をリリース。2019年10月に発売されたブルック・キャンディのデビュー・アルバムでは、アッシュニコが8曲を共同作曲し、そのうち2曲に参加した。

### 2020年-現在: ブレイクスルーと『Demidevil』
アッシュニコは、アメリカのラッパー、ドージャ・キャットのために「Boss Bitch」という曲を共同制作し、映画『ハーレイ・クインの華麗なる覚醒 BIRDS OF PREY』のサウンドトラックに収録された。COVID-19のパンデミックの前に、アッシュニコは2020年3月に行われる「Hot Pink」の全米ツアーにドージャ・キャットと同行する予定だったが、それがキャンセルされた。2020年3月、アッシュニコはインディーズ・シングル「Tantrum」をリリース。同月末には、イベント「Digital Fader Fort」にて「Tantrum」をライブで披露した。その後、カナダのミュージシャン、グライムスを起用した「Cry」が、アニメーションのミュージックビデオとともに2020年6月にリリースされた。この曲のミュージックビデオは、「UK Music Video Awards 2020」でにノミネートされた。その後、2020年7月に「Daisy」がリリースされ、その1ヶ月後にBeats by DreとTikTokとのコラボレーションによる同曲のミュージックビデオが公開された。「Daisy」はアッシュニコのブレイクヒットとなり、オーストラリア、ベルギー、イギリスなどで国際的にブレイクした。全英シングルチャートで24位を記録し、彼女にとって初の全英ヒット、トップ40ヒットとなった。アッシュニコのハロウィン・ソング第3弾「Halloweenie III: Seven Days」は、2020年10月に発売された。2020年MTVヨーロッパ・ミュージック・アワードの「Best Push Act」部門にノミネートされた。
「Cry」と「Daisy」は、2021年1月15日に発売されたアッシュニコのデビュー・ミックステープ『Demidevil』に収録されている。

## 芸術性
アッシュニコはメゾソプラノの声域を持っている。彼女の音楽スタイルは、批評家によって、ポップス、インディーポップ、ロックなど、いくつかのジャンルの融合と評された。彼女は自分の音楽スタイルを「angry music, punk, hip hop, sad-girl-feminist, bubblegum, poo-poo」と表現し、自分の音楽はコメディーやパロディを意図したものではないと述べている。また東京にインスパイアされたストリートファッションとしていることや、元々は茶色の髪を、独特の青い髪にしていることでも知られている。「Nice Girl」のビデオや初期のアルバムの一部では、彼女の髪はパステルグリーンに、「デイジー」のビデオでは、彼女の髪は黄色、ピンク、赤の3色にしている。
影響を受けた音楽として、M.I.A.、グウェン・ステファニー、リル・キム、ビョーク、パラモア、アヴリル・ラヴィーン、ニッキー・ミナージュ、ミッシー・エリオット、ドリー・パートン、ジャニス・ジョプリン、ジョーン・ジェットなどを挙げ、好きな曲はケリスの「Bossy」だと語っている。また、グライムス、ティエラ・ワック、リコ・ナスティ、プリンセス・ノキア、キム・ペトラス、チャーリー・XCXを自分の本当に好きなアーティストとして挙げている。

## ディスコグラフィ

### スタジオ・アルバム
- Weedkiller (2023年、Parlophone/Warner)

### ミックステープ
- Demidevil (2021年、Parlophone/Warner)

## 受賞およびノミネート歴
| 組織                                  | 年   | カテゴリー                      | ノミネート作品          | 結果       | 参照  |
| ------------------------------------- | ---- | ------------------------------- | ----------------------- | ---------- | ----- |
| MTVヨーロッパ・ミュージック・アワード | 2020 | ベスト・プッシュ・アクト        | 自分自身                | ノミネート | [ 3 ] |
| UKミュージック・ビデオ・アワード      | 2019 | 最優秀ポップ・ビデオ賞 - 新人   | "Hi, It's Me"           | 受賞       | [ 4 ] |
| UKミュージック・ビデオ・アワード      | 2020 | 最優秀ポップ・ビデオ賞 - 新人   | "Drunk With My Friends" | ノミネート | [ 5 ] |
| UKミュージック・ビデオ・アワード      | 2020 | ベスト・ポップ・ビデオ賞 - 英国 | "Cry"                   | ノミネート | [ 5 ] |